# Flip de Tovenaarsleerling
 Flip de Tovenaarsleerling was een populaire Nederlandse televisieserie voor de jeugd die van 16 december 1961 tot en met 2 mei 1964 door de KRO op Nederland 1 werd uitgezonden.
De tekst werd geschreven door Bob Verstraete, de muziek was van Harry Sevenstern. De regie was in handen van Bob Verstraete en Ria Dohmen. In totaal werden 26 afleveringen uitgezonden. De opnamen werden in een kleine studio gemaakt, waar de acteurs en de decors van Roland de Groot nauwelijks in pasten.  De serie was erg populair bij de jeugd. De kinderen lieten  hun instemming blijken door iedere aflevering tekeningen op te sturen over hun held. De serie was losjes gebaseerd op Der Zauberlehrling, een sprookje van Goethe. De serie vormde de doorbraak van Leen Jongewaard op de televisie.

## Verhaal
Rond het jaar 1500 woont de ‘goedmoedige, maar verstrooide’  tovenaar Pytagor in het paleis van koning Sopromus I en koningin Gwendolyn. Zijn leerling Flip probeert net als zijn meester ook te toveren, maar zijn toverspreuken lukken niet altijd. Samen met de lakei, koetsier en kok Gijs beleeft Flip wonderlijke avonturen die hem door alle hoeken en gaten van het paleis en het koninkrijk voeren.

## Rolverdeling
- Flip - Leen Jongewaard
- Pytagor - Jan Hundling
- Gijs - Henk Molenberg
- Koning Sopromus I - Lex Goudsmit
- Koningin Gwendolyn - Jeanne Verstraete
- Prinses Milo - Marie-José Nijsten